# Laura Nezha
Laura Nezha (ur. 16 września 1990 w Tiranie) – albańska piosenkarka oraz aktorka teatralna i dubbingowa. Znana jest z albańskojęzycznego dubbingowania postaci Vaiany z filmu animowanego Vaiana: Skarb oceanu.

## Życiorys
Zaczęła występować już w 5 lat w dziecięcych programach telewizyjnych. W 2002 roku wzięła udział w I edycji programu Gjeniut te Vogel, w którym otrzymała III miejsce.
W dzieciństwie wykazywała również wysokie zdolności w zakresie gry na fortepianie; nie wybrała jednak muzycznej szkoły średniej, a liceum ogólnokształcące.
W roku 2011 oraz 2017 wystąpiła w festiwalu muzycznym Kënga Magjike, gdzie śpiewała swoje utwory Jo se di i Je dashuri.
Studiowała reżyserię na Uniwersytecie Sztuk w Tiranie.

## Filmografia
| Rok  | Tytuł        | Rola         |
| ---- | ------------ | ------------ |
| 2013 | Ada          | pielęgniarka |
| 2016 | Nadzieja     |              |
| 2017 | Cudzoziemiec |              |

## Dyskografia
| Rok  | Tytuł      |
| ---- | ---------- |
| 2011 | Jo se di   |
| 2015 | Luv that   |
| 2017 | Je dashuri |